# Паляниця (кодове слово)

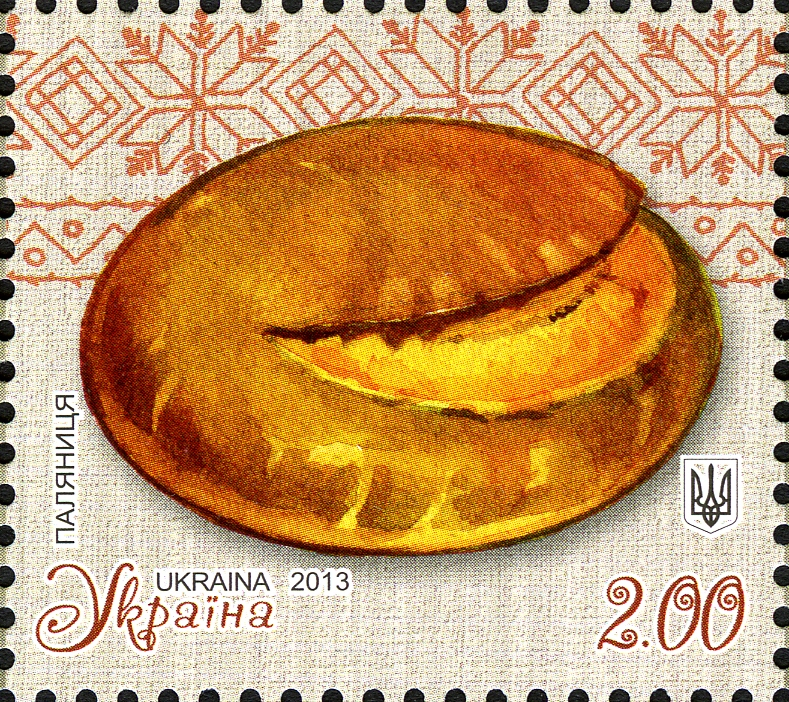
Поштова марка Паляниця 2013

Паляниця — перевіркове кодове слово або шиболет, яке почали активно застосовувати та обговорювати під час російського вторгнення в Україну 2022 року. Деякі лідери думок і військові почали змушувати підозрілих людей вимовляти українською слово «паляниця», щоби відрізнити російських військових від українців.

## Фонетичний зміст
Слово «паляниця» важко вимовити іноземцям, зокрема росіянам. Це пов'язано з фонетичними особливостями української мови. В українській мові звук [ц] може вимовлятися як твердо сонце, так і м’яко козацький. На кінці слова цей звук завжди вимовляємо м’яко або пом’якшено: заєць, перець, вулиця, птиця, синиця. Виняток становлять лише окремі запозичення: палац, паяц, шприц.
Натомість у російській мові звук [ц] завжди твердий: заяц, перец, улица, птица, синица. Для росіян, які намагаються розмовляти українською, правильна вимова м’якого [ц'] — один з найбільших каменів спотикання. Додаткову складність становить те, що у слові «паляниця» послідовно чергуються тверді та м’які приголосні. Тому росіяни найчастіше вимовляють це слово як «поланіца». 
Важкими для вимови також є такі українські слова: вештатися, духмяний, непереливки, нісенітниця, кмітливий, обценьки, пасіювати, пуцьвірінок, телепень, теревенити, філіжанка.
Після того, як низка росіян вимовила замість «паляниця» слово «полуниця», це стало мемом у соцмережах. Такої ж помилки допустилася російська пропагандистка Ольга Скабєєва під час новин на каналі «Россия 1»: вона заявила, що українці називають полуницю «поляніца».

## В літературі
Російський письменник Григорій Свірський у книзі "Мати й мачуха" наводить спогади Мойсея Штромвассера, ветерана німецько-радянської війни:
|                                                                                           | Полицаи-галичане пробовали еще отыскать среди нас русских. Подозреваемым задавали разные вопросы и непременно требовали произнести слово «паляниця». Сколько на этом ребят попалось! Трудно русскому парню выговорить это слово, говорили «поланица». Русских тут же били в лицо кулаком и передавали немцам, стоявшим поодаль... |
| — Мойсей Штромвассер, "Мать и мачеха" (ред. Григорий Свирский) - Торонто, 1990. - С. 117. | |

## Варіації та аналоги
- Укрзалізниця везла паляницю, пасажир верзе нісенітниці[9].
- Паляниці зі смаком полуниці продаються у крамниці біля Укрзалізниці.
- Миска вареників з картоплею та шкварками, змащених салом[3].